# Tolzac
Der Tolzac ist ein Fluss in Frankreich, der im Département Lot-et-Garonne in der Region Nouvelle-Aquitaine verläuft. Er entspringt an der Gemeindegrenze von Cancon und Moulinet, entwässert generell in südwestlicher Richtung und mündet nach rund 48 Kilometern im Gemeindegebiet von Fauillet, als rechter Nebenfluss in die Garonne.

## Orte am Fluss
(in Fließreihenfolge)
- Moulinet
- Saint Pierre de Caubel, Gemeinde Pinel-Hauterive
- Monclar
- Varès
- Fauillet